# Noruega en los Juegos Olímpicos de Barcelona 1992
Noruega estuvo representada en los Juegos Olímpicos de Barcelona 1992 por un total de 83 deportistas que compitieron en 17 deportes.  
El portador de la bandera en la ceremonia de apertura fue el regatista Jorunn Horgen.

## Medallistas
El equipo olímpico noruego obtuvo las siguientes medallas:
| Nombre                                                 | Deporte            | Competición          |
| ------------------------------------------------------ | ------------------ | -------------------- |
| Oro                                                    |                    |                      |
| Jon Rønningen                                          | Lucha grecorromana | 52 kg M              |
| Linda Andersen                                         | Vela               | Europe F             |
| Plata                                                  |                    |                      |
| Equipo                                                 | Balonmano          | Torneo F             |
| Knut Holmann                                           | Piragüismo         | K1 1000 m M          |
| Kjetil Undset Lars Bjønness Per Sætersdal Rolf Thorsen | Remo               | Cuatro scull (M4x) M |
| Harald Stenvaag                                        | Tiro               | Rifle 50 m M         |
| Bronce                                                 |                    |                      |
| Knut Holmann                                           | Piragüismo         | K1 500 m M           |